# NGC 2395
NGC 2395 is een open sterrenhoop in het sterrenbeeld Tweelingen. Het hemelobject werd op 16 maart 1784 ontdekt door de Duits-Britse astronoom William Herschel.

## Synoniemen
- OCL 502